# 丝裂原
丝裂原（又称促分裂原、促细胞分裂剂）是一種細小的生物活性蛋白質或多肽，能誘導細胞開始细胞分裂，或提高分裂（有絲分裂）的速度。有絲分裂發生（Mitogenesis）是指有絲分裂的誘導（觸發），通常是透過有絲分裂原。

## 細胞週期
絲裂原主要透過影響一系列蛋白質來發揮作用，這些蛋白質參與限制細胞週期的進程。G1檢查點最直接受到絲裂原的控制：細胞週期的進一步發展不需要丝裂原就可以繼續。不再需要細胞丝裂原來推動細胞週期進程的點稱為「限制點」（restriction point），必須仰賴細胞週期蛋白才能通過。其中最重要的是TP53，此基因產生稱為p53的蛋白質家族。它與Ras通路結合，如果沒有有丝裂原的刺激，就會下調細胞週期蛋白D1 (一種細胞週期蛋白依賴激酶)。在丝裂原存在的情況下，可以產生足夠的細胞週期蛋白D1。這個過程會繼續串聯，產生其他細胞週期蛋白，充分刺激細胞，讓細胞分裂。動物產生的內部訊號可以驅使細胞週期前進，而外部丝裂原則可以在沒有這些訊號的情況下使細胞週期前進。

## 內源絲裂原
絲裂原可以是內源或外源因子。內源絲裂原的功能是控制細胞分裂，這是多細胞生物生命週期中正常且必要的部分。例如，在斑馬魚中，內源絲裂原Nrg1是對心臟受損的跡象所產生的反應。當Nrg1表達時，會導致心臟外層的細胞增加分裂率，並產生新的心肌細胞層來取代受損的細胞。然而，這種途徑可能會造成傷害：在心臟沒有受損的情況下表達Nrg1會造成心臟細胞不受控制的生長，造成心臟擴大。

## 與癌症的關係
絲裂原因其對細胞週期的影響而在癌症研究中扮演重要的角色。癌症的部分定義是細胞週期缺乏控制或控制失敗。這通常是兩種異常現象的結合：第一，癌細胞失去對絲裂原的依賴。第二，癌細胞對反絲裂原（anti-mitogens）具有抵抗力。

### 獨立於絲裂原
癌細胞不需要內源或外源絲裂原來繼續細胞週期，而是能夠在沒有絲裂原的情況下成長、存活和複製。癌細胞可以透過各種途徑喪失對外部絲裂原的依賴。